# Iwan Diemakow
Iwan Siergiejewicz Diemakow (ros. Иван Сергеевич Демаков; ur. 6 stycznia 1993 w Joszkar-Ole) – rosyjski siatkarz, grający na pozycji środkowego. 

## Sukcesy klubowe
Superpuchar Rosji:
- 2012, 2015, 2016, 2019

Liga Mistrzów:
- 2015, 2016, 2017
- 2013

Mistrzostwo Rosji:
- 2014, 2015[2], 2016, 2017, 2019
- 2013, 2020

Puchar Rosji:
- 2014, 2015, 2016

Klubowe Mistrzostwa Świata:
- 2015, 2016

## Sukcesy reprezentacyjne
Mistrzostwa Europy Kadetów:
- 2011

Mistrzostwa Świata Juniorów:
- 2013[3]

Mistrzostwa Świata U-23:
- 2015
- 2013

Igrzyska Europejskie:
- 2015

## Nagrody indywidualne
- 2012: Najlepszy blokujący Mistrzostw Europy Juniorów
- 2015: Najlepszy blokujący Mistrzostw Świata U-23